# Thilo Sarrazin
Thilo Sarrazin, född 12 februari 1945 i Gera, är en tysk ekonom, författare och tidigare ledamot av Berlins senat.
Mellan 1975 och 2010 var han verksam inom statsförvaltningen. Därtill var han från 2000 till 2001 i ledande ställning vid Deutsche Bahn. Från 2002 till april 2009 var SPD-medlemmen Sarrazin finanssenator i Berlins senat (delstatsregering) och därefter till slutet av september 2010 medlem i direktionen för Deutsche Bundesbank, Tysklands centralbank.
Sarrazin har uppmärksammats för sina teser inom social- och befolkningspolitik. I augusti 2010 väckte han stor uppståndelse när han gav ut boken Deutschland schafft sich ab ('Tyskland avskaffar sig självt'), där han bland annat beskriver hur invandringen från Mellanöstern och Afrika skadar landet. Boken sålde i över en miljon exemplar i Tyskland och blev startskottet på en omfattande integrationspolitisk debatt som kulminerade i och med att förbundskansler Angela Merkel i ett tal i november samma år konstaterade att den det politiska projekt som syftade till att införa mångkultur i Tyskland hade ”misslyckats totalt”.
Sarrazin fick åter medial uppmärksamhet i maj 2012 då han påstod att Angela Merkels europolitik motiverades av skuldkänslor för andra världskriget och Förintelsen. Uttalandet kom i samband med utgivningen av hans senaste bok, Europa braucht den Euro nicht: Wie uns politisches Wunschdenken in die Krise geführt hat, i vilken han argumenterar för att Tyskland bör utträda ur eurozonen.
|  |  |